# Fene (kommun)
Fene är en kommun i Spanien.  Den ligger i provinsen A Coruña i den autonoma regionen Galicien i nordvästra delen av landet, 500 km väster om huvudstaden Madrid. Antalet invånare är 12 530 (2024). Arean är 26,31 kvadratkilometer.